# Rainer Ullrich
Rainer Ullrich (* 2. November 1941 in Flensburg; † 18. Februar 2023) war ein deutscher Maler, Grafiker und Illustrator.

## Leben
Nach der Schulausbildung lernte Ullrich zunächst den Beruf des Schriftsetzers, um dann die Kunstschule Alsterdamm in Hamburg zu besuchen, an der er einen Studienabschluss als Gebrauchsgrafiker machte. Nach dem Studium bereiste er 1969 zunächst Afrika im Rahmen einer Saharadurchquerung von Algier bis Lagos. Nach seiner Rückkehr arbeitete er als Art Direktor in einer Werbeagentur in Hamburg um sich 1973 in diesem Metier mit einer eigenen Agentur selbständig zu machen. Parallel restaurierte er ab 1997 den dänischen Haikutter Frieda von Hadersleben und wurde Mitbegründer des Museumshafens Flensburg. 1980 gründete er dann sein eigenes Atelier in Hamburg-Alsterdorf, welches er 2014 wegen Gebäude-Abriss nach Mehlbek verlegen musste.
Im Jahr 2002 gewann Arved Fuchs Rainer Ullrich für eine Expedition durch die Nordostpassage mit der Dagmar Aaen, deren Heimathafen ebenfalls Flensburg ist, als Expeditionsmaler. Im Anschluss an diese folgte die Ausstellung zum Thema „Expedition Kunst“ in der Kunsthalle Hamburg. Hierauf folgten weitere Expeditionsreisen, so 2004 auf dem Amazonas an Bord des brasilianischen Flussschiffes Victoria Amazonica, 2005 eine Reise im Heißluftballon über Portugal und 2006 erneut mit Arved Fuchs nach Nordost-Grönland. 2010 bis 2015 folgten Fahrten mit dem russischen Atomeisbrecher 50 let Pobedy von Murmansk über die Inselgruppe Franz-Josef-Land bis zum Nordpol, 2016 schließlich nach Spitzbergen mit der Sea Spirit.
Ullrich erkrankte im weiteren Verlauf seines Lebens schwer, erschien aber noch zu einer letzten Ausstellung 2021 in Hamburg-Othmarschen öffentlich, dort bereits auf einen Rollstuhl angewiesen. Ullrich war geschieden und hatte aus dieser Ehe zwei Kinder.

## Veröffentlichungen
- Rainer Ullrich: Skizzen aus der Nord-Ost-Passage: Als Maler mit Arved Fuchs auf Expeditionsreise. Koehler im Maximilian Verlag, Hamburg 2004, ISBN 978-3-7822-0887-1.
- Rainer Ullrich: Skizzen vom Amazonas: Als Expeditionsmaler im Regenwald. Jeder Tag ist ein Abenteuer. Koehler im Maximilian Verlag, Hamburg 2004, ISBN 978-3-7822-0912-0.
- Rainer Ullrich: Grönland! Expeditions-Tagebuch. RvR Verlag, Kehl am Rhein 2007, ISBN 978-3-938265-25-3.